# Łysakówek
Łysakówek – wieś w Polsce położona w województwie podkarpackim, w powiecie mieleckim, w gminie Borowa.
| SIMC    | Nazwa           | Rodzaj     |
| ------- | --------------- | ---------- |
| 0645837 | Kazimierscy     | część wsi  |
| 0645843 | Kolonia         | część wsi  |
| 0997074 | Kolonia         | przysiółek |
| 0645850 | Milerówka       | część wsi  |
| 0645990 | Pod Łysakówkiem | część wsi  |
| 0645866 | Stawy           | część wsi  |

W latach 1975–1998 miejscowość administracyjnie należała do województwa rzeszowskiego.
W pobliżu wsi zachowały się wały czworokątnej fortyfikacji bastionowej z XVII lub XVIII wieku.